# Villanueva de las Manzanas
Villanueva de las Manzanas est une commune d'Espagne dans la province de León, communauté autonome de Castille-et-León. Elle s'étend sur 31,89 km2 et comptait environ 502 habitants en 2024. Outre la ville principale de Villanueva de las Manzanas, la municipalité comprend les villages de Palanquinos , Riego del Monte et Villacelama .

## Localisation et climat
Villanueva de las Manzanas est située à environ 18 km au sud-sud-est de León , au nord-ouest de la meseta ibérique , à une altitude d'environ 780 m . L' autoroute A-231 traverse la municipalité . Le climat est rude en hiver, mais sec et chaud en été ; la pluie tombe principalement pendant les mois d’hiver.

## Évolution démographique
| Année      | 1970 | 1981 | 1991 | 2001 | 2011 | 2021 | 2024 |
| Population | 1218 | 802  | 677  | 591  | 525  | 492  | 502. |

Le déclin démographique important observé depuis les années 1950 est principalement dû à la mécanisation de l’agriculture ainsi qu’à l’abandon des petites exploitations et à la perte d’emplois qui en découle (exode rural).

## Sites  touristiques
- Église de la Décollation de Saint-Jean à Villanueva de las Manzanas
- Église de l'Annonciation du Seigneur à Palanquinos
- Église de Villacelama
- Église Saint-Jean-Baptiste de Riego del Monte

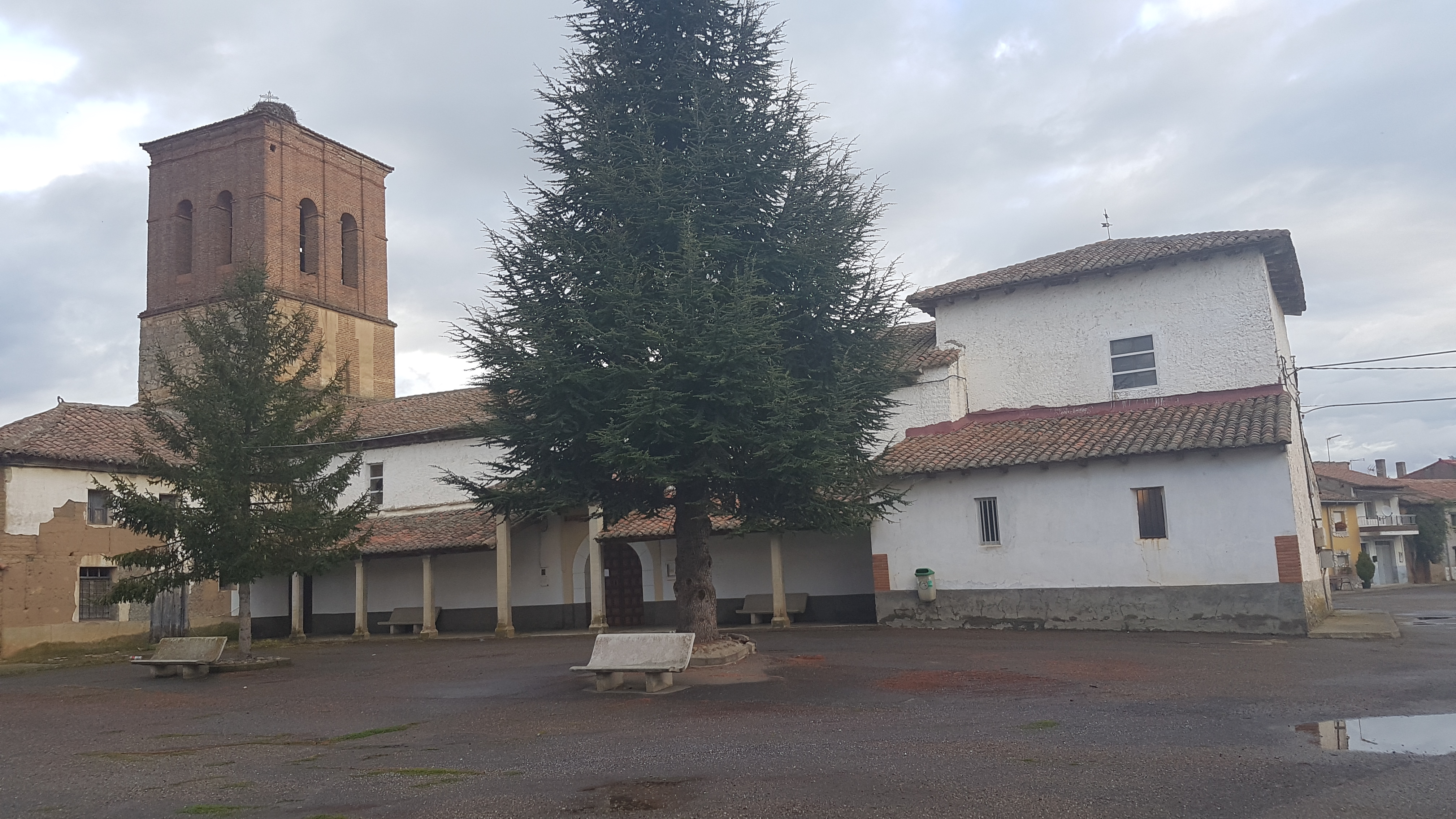
Église de la Décollation de Saint-Jean
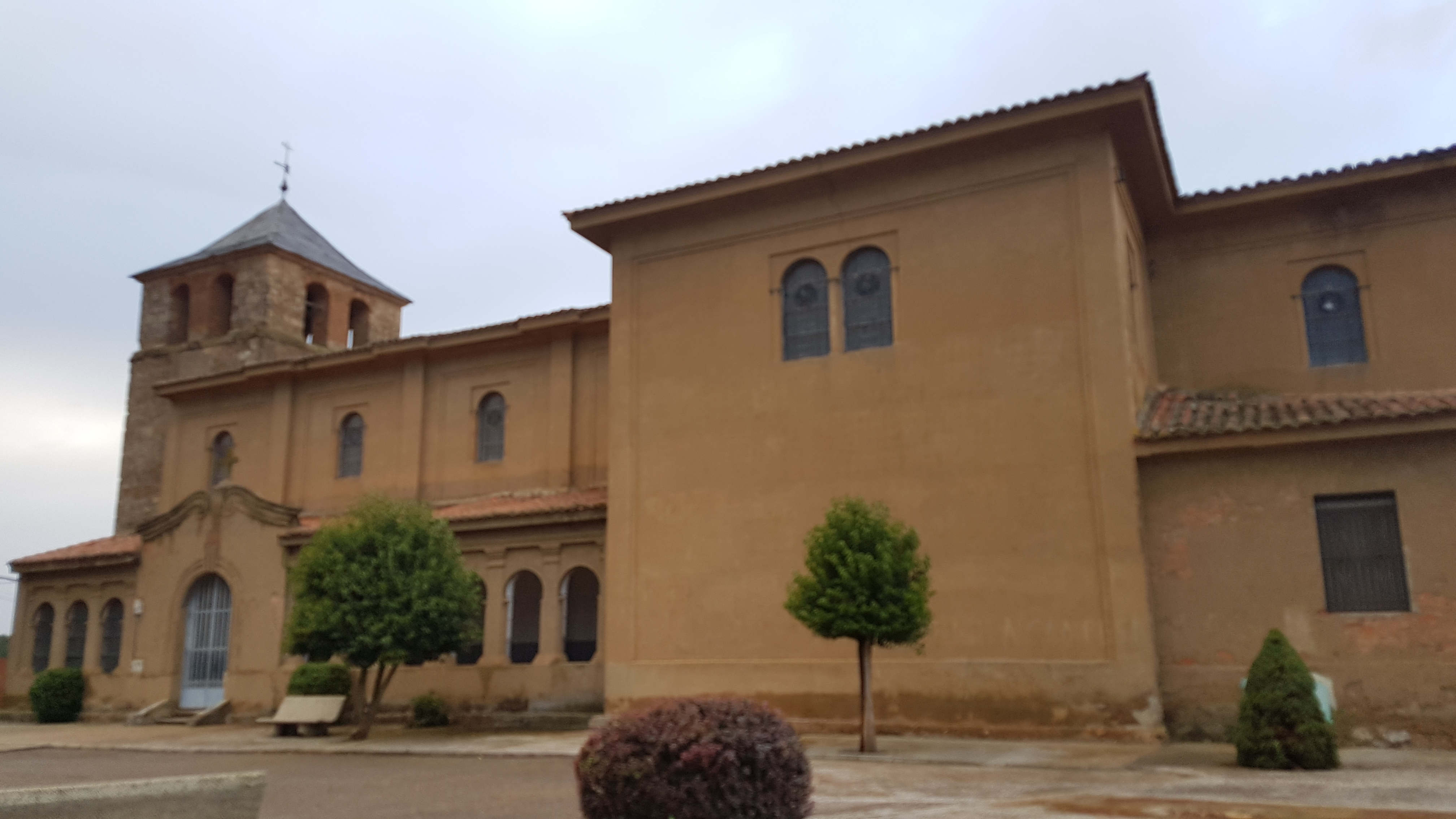
Église de l'Annonciation du Seigneur
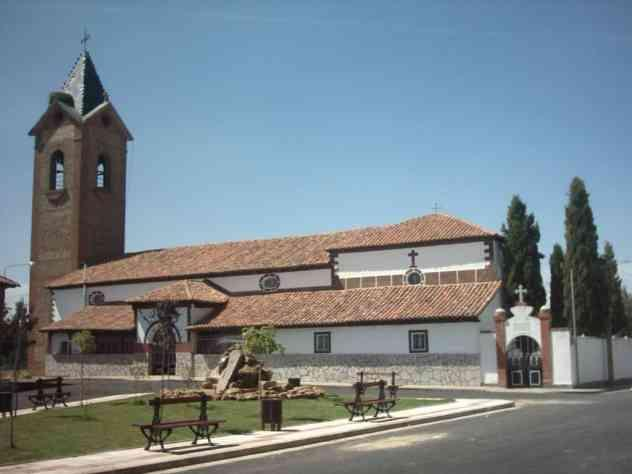
Église de Villacelama
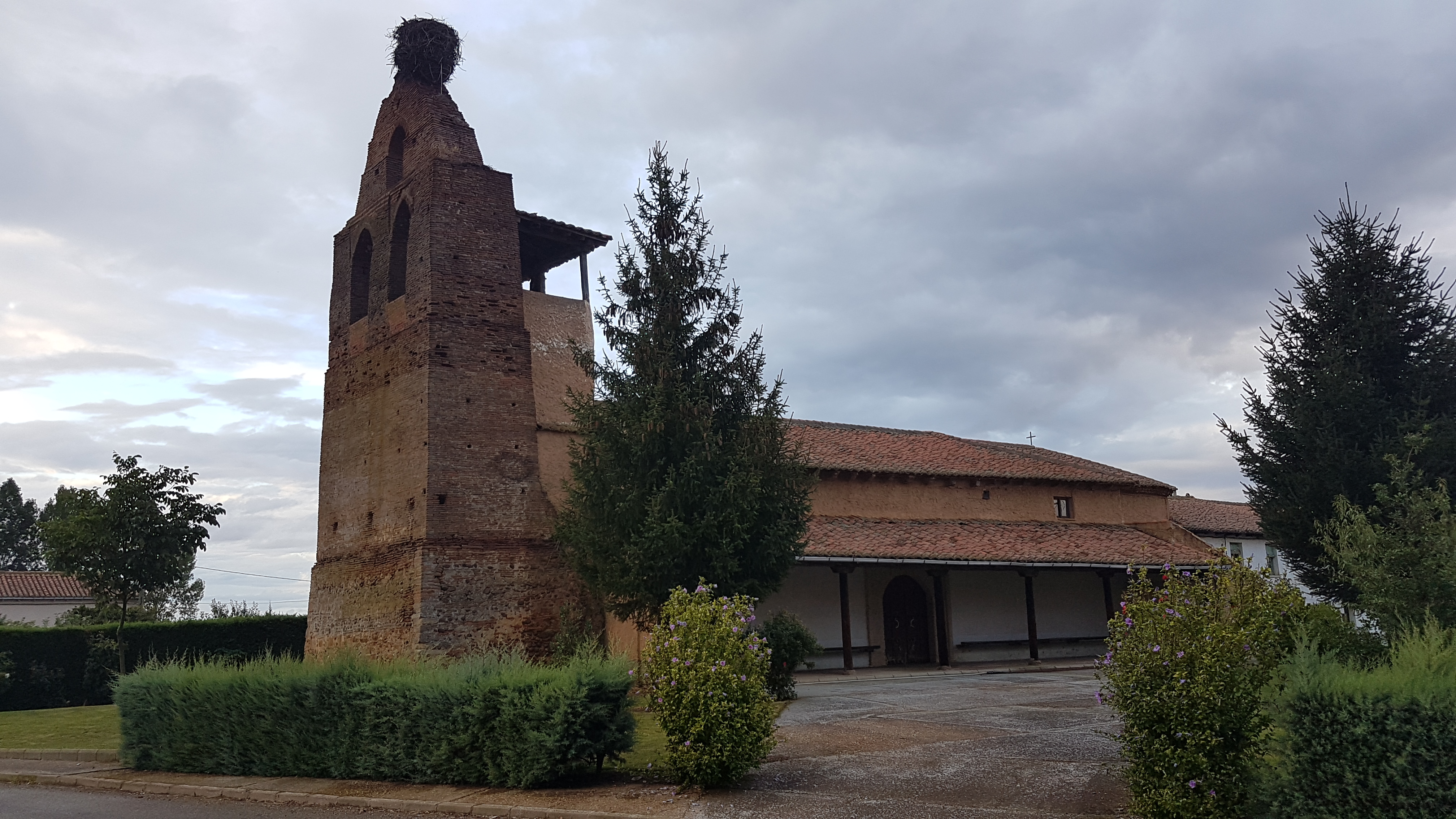
Église Saint-Jean-Baptiste